# Gemini Awards
I Gemini Awards sono stati dei premi assegnati dalla Academy of Canadian Cinema & Television per riconoscere e premiare i risultati ottenuti nell'industria televisiva canadese. I Gemini Awards sono analoghi agli Emmy Awards degli Stati Uniti e ai BAFTA Television Awards nel Regno Unito.

## Storia
I Gemini Awards premiavano solo le produzioni in lingua inglese. L'Accademia organizzava anche uno spettacolo di premi separato per le produzioni francesi noto come Prix Gémeaux.
La cerimonia, celebrata per la prima volta nel 1986 in sostituzione del Premio ACTRA, ha celebrato le produzioni televisive canadesi con premi in 87 categorie, insieme ad altri premi speciali come i premi per la carriera.
Nell'aprile 2012, l'Academy of Canadian Cinema & Television ha annunciato che i Gemini Awards e i Genie Awards sarebbero stati soppressi e sostituiti da un nuovo premio dedicato a tutte le forme di media canadesi, tra cui televisione, film e media digitali. I primi Canadian Screen Awards si sono svolti il 4 marzo 2013.